# Энгус Клоннаский
Энгус Клоннаский (англ. Óengus of Clonenagh), он же Энгус Кульдей (ирл. Óengus Céli Dé англ. Óengus the Culdee), мирское имя Энгус МакЭнгобан (ирл. Óengus mac Óengobann) (?—824) — игумен Клоннаский, епископ, преподобный, святой Римско-католической церкви. Память 11 марта (по григорианскому календарю).

## Биография

#### Юношество
Энгус Клоннаский родился в Ирландии, в клане Дальриадов (англ. Dalriadans), королей Ольстера. В юности был послан своим отцом, Энгобой (ирл. Oengoba) для обучения в монастырь Клонна под начало знаменитого в то время игумена Малатгени. Здесь Энгус приобрёл огромный духовный опыт и знания, которые впоследствии стали столь широко известны в тогдашней Ирландии, что современниками считалось что никто не мог сравниться с Энгусом в знаниях о божественном и благодетели.

#### Аскеза
Стараясь избежать мирской славы, Энгус уединился в местечке в семи милях от своей обители и предался суровой аскезе, кладя в день по триста земных поклонов и читая подряд всю Псалтирь, причём одну треть он читал погружаясь в холодную воду и привязывая себя к столбу за шею. Но и здесь его также беспокоили посетители, и Энгус скрылся в монастыре Тамлахт (ирл. Tamlacht, англ. Tallacht Hill), находящемся в трёх милях из Дублина, где в течение семи лет жил неузнанным под видом мирянина-послушника. В Тамлахте Энгус выполнял разнообразную тяжелую домашнюю работу, внутренне совершенствуясь в любви к Господу. Однако в один прекрасный момент, когда он помог нерадивому ученику выучить урок, его тайна была раскрыта. Игумен монастыря, святой Мэльруайн Таллахтский (англ. Maelruain of Tallaght), распознал в послушнике пропавшего Энгуса, после чего они сделались друзьями, и Энгус начал работу над своим знаменитым Мартирологом. В англоязычной агиологии Энгус зовётся в честь жития в Тамлахте Энгусом Тамлахтским (англ. Óengus of Tallaght)
Энгус считал себя презреннейшим из людей, в доказательство чего отрастил длинные волосы и бороду и ходил в лохмотьях, для того чтобы его презирали окружающие, а также много и усердно трудился. По легенде, его вера была столь глубока, что однажды, когда он при рубке дерева в лесу случайно отрубил свою левую руку, он спокойно приставил её обратно, и она тут же приросла.

#### Возвращение
После смерти своего друга, святого Мэльруайна, в 792 году Энгус возвратился в монастырь Клонна, где стал вести жизнь по самым строгим правилам. Здесь он наследовал своему учителю Малатгени, будучи избран игуменом и хиротонисан во епископа.

#### Смерть
Почувствовав приближение своей смерти, Энгус опять уединился в пустыни (ирл. Disertbeagh), где впоследствии скончался около 824 или 830 года. В настоящее время это место известно как Энгусова пустынь (англ. Desert Aenguis, ирл. Dysert Enos), а впоследствии здесь вырос известный в католическом мире монастырь.

## Наследие
В ирландском монашестве наследием Энгуса явилось так называемое движение «кульдеев». Название произошло от старо-ирландского выражения Céli Dé что приблизительно можно перевести как «дружина Божия» или «преданные, подданные Божии». Ирландское Céli Dé было неверно перетолкованно переводчиками как латинское Cultores Dei (Богопочитатели, Богопоклонники) и выражение стало писаться как culdei. Самая распространенный термин в англоязычной (а оттуда и в русскоязычной) историографии — culdee. Изначально люди так именовали самого Энгуса, через некоторое время — его подражателей, а ещё позднее вообще всех монахов и отшельников ирландской традиции. Особенностью данного движения был тот факт, что монахи, оставаясь отшельниками, тем не менее собирались малыми группами в одном месте (обычно по 13 человек по образу Христа и апостолов).

## Труды
Преподобным Энгусом был составлен Ирландский мартиролог, а также написаны пять других книг о святых Ирландии, собранных в один общий труд, известной по-ирландски как «Saltair-na-Rann». Кроме мартиролога сохранилась его молитва ко Христу о прощении.